# إنجيل مريم
انجيل مريم او إنجيل مريم المجدلية اكتشف عام 1896 في مخطوطة بردي تعرف باسم مخطوطة برلين أو أخميم اشتراها في القاهرة الباحث الألماني كارل راينهاردت. بالرغم من شهرة هذا العمل تحت اسم إنجيل مريم، فإن معظم العلماء لا يعده إنجيلا. يرجح أن تاريخ كتابته بين عامي 120 و180 م.

## تاريخ
أقدم جزء موجود من الإنجيل (بردية ريلاندز) يعود تاريخه إلى أوائل القرن الثالث، فلا بد أنه يسبق ذلك. اقترحت كارين إل كينج، أستاذة اللاهوت في مدرسة اللاهوت بجامعة هارفارد، أن الإنجيل تم كتابته في وقت مبكر من القرن الثاني، مشيرة إلى أنه يدل على الإلمام بإنجيل يوحنا، وربما رسائل بولس، وبالتالي من المحتمل أن يعود تاريخها إلى ما بعد 90-100. م. تشير مناقشة كريستوفر توكيت في مجلده الصادر عام 2007 إلى تفضيل باسكييه لتاريخ يقع في النصف الثاني من القرن؛ اختار توكيت نفسه في النهاية موقفًا وسطًا، حيث وضعه في النصف الأول من القرن الثاني ولكن بعد كينغ.
إن إنجيل مريم غير موجود في قائمة الكتب الملفقة في القسم الخامس من Decretum Gelasianum.

## تعريف
إن إنجيل مريم هو نص مسيحي قديم أعاد العلماء اكتشافه في مطلع القرن التاسع عشر (حوالي 1896). أعيد بناء هذا النص من أجزاء من عدة ورق بردي قديم مختلف، ويقدم نسخة غير قانونية لعلاقة مريم المجدلية الفريدة مع يسوع. إنه يشير إلى أن مريم كان لها دور أقوى بكثير في الكنيسة الأولى مما هو مقبول حاليًا في الكنائس الرئيسية. ويشير كذلك إلى أن مريم، وليس الرسول بطرس، كانت أقرب تلاميذ يسوع، ويلمح إلى صراع على السلطة بين مريم وبطرس بعد موت يسوع، والذي فاز به بطرس في النهاية، مما أدى إلى ظهور المسيحية البطرسية التي تهيمن على الكنيسة الرومانية الكاثوليكية. اليوم. ومع ذلك، تم استبعاد إنجيل مريم من قانون الكتاب المقدس ولا يعتبر كتابًا مقدسًا صالحًا، على الرغم من استخدامه في الكنيسة القديمة.

## مخطوطات
. تم اكتشاف قطعتين صغيرتين أخريين من إنجيل مريم من طبعات يونانية منفصلة في وقت لاحق خلال الحفريات الأثرية في أوكسيرينخوس، مصر. (تم العثور أيضًا على أجزاء من إنجيل توما في هذا الموقع القديم؛ راجع صفحة أوكسيرينخوس وإنجيل توما للحصول على مزيد من المعلومات حول أوكسيرينخوس.) العثور على ثلاث أجزاء من نص من هذا العصر القديم أمر غير عادي للغاية، ومن ثم يتضح أن تم توزيع إنجيل مريم بشكل جيد في العصور المسيحية المبكرة وكان موجودًا في ترجمتين أصليتين باللغة اليونانية والقبطية.

## المريمات
لا يتفق العلماء دائمًا على أي من شعب العهد الجديد يُدعى مريم هو الشخصية المركزية في إنجيل مريم. وقد اقترح ستيفن ج. شوميكر وإف. ستانلي جونز أنها قد تكون مريم والدة يسوع. تقترح باربرا ج. سيلفرتسين بدلاً من ذلك أنها قد تكون أخت يسوع - وهو فرد ضاع إلى حد كبير في التاريخ
. يقول سيلفرتسين أنه على الرغم من عدم ذكر أي من الأناجيل القانونية لأخوات يسوع بالاسم (مرقس 6: 3، متى 13:56)، إلا أن إحدى أخواته تم تحديدها على أنها "مريم" في إنجيل فيليبس.تعتمد الحجج المؤيدة لمريم المجدلية على وضعها كأتباع معروفين ليسوع، وتقليد كونها الشاهدة الأولى لقيامته، وظهورها في كتابات مسيحية مبكرة أخرى. تم ذكرها على أنها رافقت يسوع في رحلاته (لوقا 8: 2) ومذكورة في إنجيل متى على أنها كانت حاضرة في صلبه (متى 27:56). في إنجيل يوحنا، تم تسجيلها كأول شاهدة على قيامة يسوع (يوحنا 20: 14-16)؛ (مرقس 16: 9 مخطوطات لاحقة).
ادي بوير تقارن دورها في نصوص أخرى غير قانونية، مشيرة إلى أنه "في إنجيل مريم، بطرس هو الذي يعارض كلام مريم، لأنها امرأة. ولبطرس نفس الدور في إنجيل توما و "في بيستيس صوفيا. في بيستيس صوفيا تم تحديد مريم المعنية على أنها مريم المجدلية.
قد يقدم المشهد الأخير في إنجيل مريم أيضًا دليلاً على أن مريم هي بالفعل مريم المجدلية. يقول لاوي، في دفاعه عن مريم وتعليمها، لبطرس: "إن المخلص يعرفها جيدًا. ولهذا أحبها أكثر منا".وفي إنجيل فيلبس، ورد تصريح مماثل عن مريم. المجدلية.يجادل كينغ أيضًا لصالح تسمية مريم المجدلية كشخصية مركزية في إنجيل مريم. تلخص: “إن تقاليد مريم على وجه التحديد كامرأة، وكتلميذة مثالية، وشاهدة لخدمة يسوع، ورائية ليسوع الممجد، وشخص تقليديًا في صراع مع بطرس، هي التي جعلتها الشخصية الوحيدة التي يمكن أن تقوم بجميع الأدوار المطلوبة لنقل رسائل ومعاني إنجيل مريم.
كتب ريتشارد فالانتاسيس في دليل Beliefnet للغنوصية والمسيحيات الأخرى المتلاشية (انظر Beliefnet) أن مريم هنا هي مريم المجدلية. توضح فالنتاسيس أن هذا «لا يؤكد زواجًا أرضيًا بينها وبين يسوع – بعيدًا عن ذلك – ولكنه يفتح نافذة مذهلة على العالم الفكري والروحي في القرن الثاني الميلادي”. إن فكرة وجود إنجيل من مريم المجدلية هي فكرة "مثيرة للجدل"، ولكن لأن أندراوس اعترض على غرابة إعلانات مريم من يسوع. جادل بطرس، كما يذكر فالانتاسيس، أن "يسوع لم يكن ليكشف لامرأة مثل هذه التعاليم المهمة"، وأن "مكانتها لا يمكن أن تكون أعظم من مكانة الرسل الذكور".